# Tống Mẫn công (Cung)
Tống Mẫn công (chữ Hán: 宋湣公), tên thật là Tử Cung (子共), là vị vua thứ năm của nước Tống – chư hầu nhà Chu trong lịch sử Trung Quốc.
Tử Cộng là con của Tống Đinh công – vua thứ 4 nước Tống. Sau khi Tống Đinh công mất, Tử Cộng lên nối ngôi, tức là Tống Mẫn công. Năm thứ 9 nước Tống gặp lũ. Tống Mẫn công có hai người con trai, trưởng tử Phất Phụ Hà, thứ tử Phụ Tự. Tống Mẫn công không lập con mà lập em Dương công. Dẫn đến Phụ Tự bất mãn. Phụ Tự giết Tống Dương công giành ngôi rồi phong cho Phất Phụ Hà làm khanh.
Sau này không rõ Tống Mẫn công mất năm nào. Em ông là Tử Hi lên nối ngôi, tức là Tống Dương công.